# Didemnum scopi
Didemnum scopi är en sjöpungsart som beskrevs av Kott 200. Didemnum scopi ingår i släktet Didemnum och familjen Didemnidae. Inga underarter finns listade i Catalogue of Life.